# Sandefjordmuseene

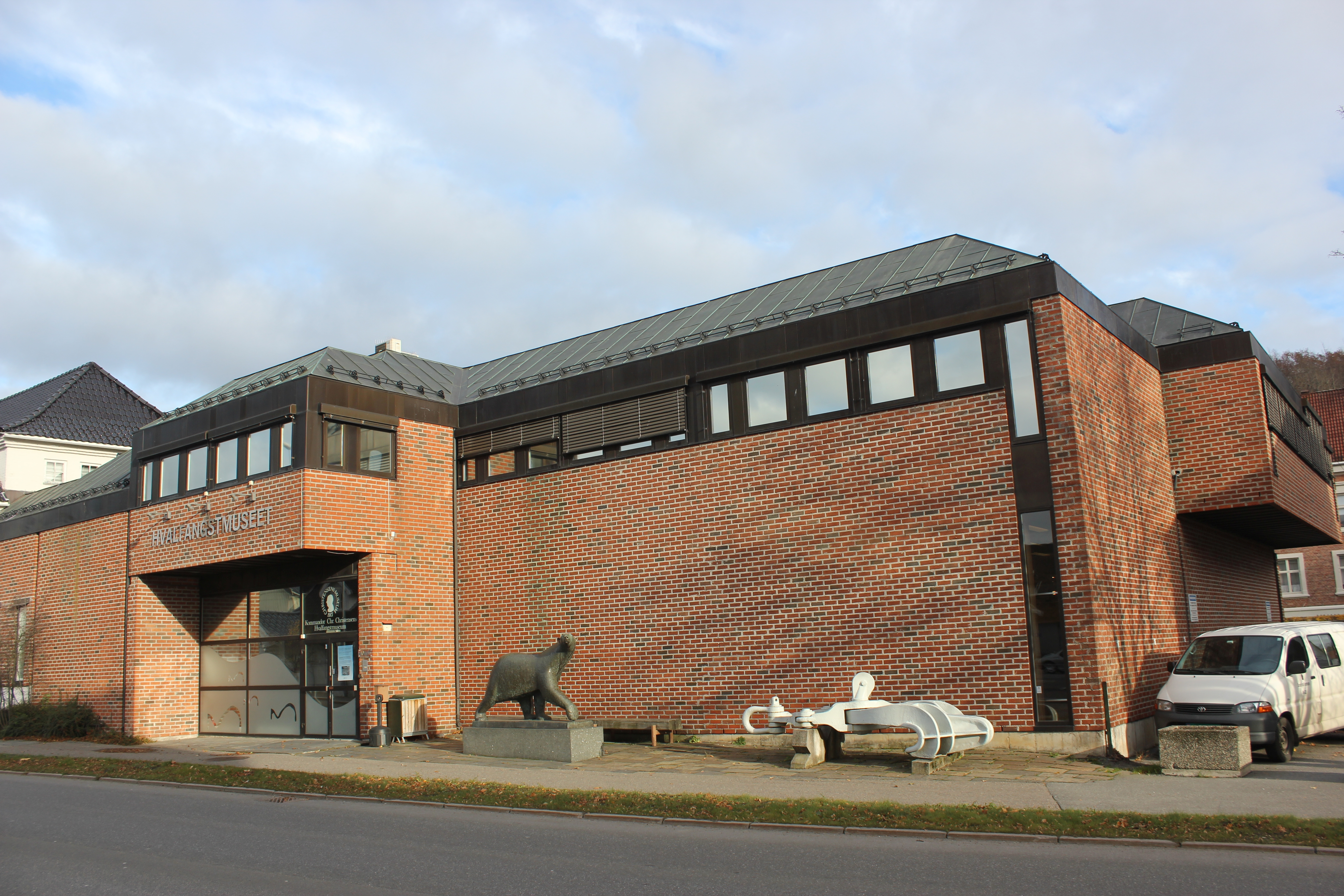
Das Museumsgebäude

Das Sandefjordmuseene (offizieller Name Commander Christen Christensens Walfangmuseum, auch genannt Walfangmuseum Sandefjord oder Hvalfangstmuseet) ist eine Schenkung von Lars Christensen, einem Sohn von Christen Christensen, an die Stadt Sandefjord in Norwegen. Es wurde 1917 als eines der ersten dedizierten Museumsgebäude Norwegens eröffnet und sollte über die Fauna der damals noch weitgehend unbekannten Antarktis und die Geschichte des gewerblichen Walfangs informieren.
1981 wurde das Museum bedeutend erweitert. Der Schwerpunkt liegt heute auf der Ausstellung von Exponaten zur Geschichte des Walfangs sowie zur Ökologie der Wale und ihres Lebensraums. Die Fotosammlung des Museums enthält rund 150.000 Fotos, davon 30.000 mit Bezug zum Walfang. Die Bücherei des Museums umfasste 1985 etwa 14.000 Bände, die seit einem Kooperationsabkommen im Jahr 1939 der Universität Oslo zur Verfügung stehen. 2003 wurde die Bibliothek aufgeteilt, die Bände mit Bezug zu Walfang und Polarregionen wurden in die Stadtbücherei von Sandefjord aufgenommen. Das Museumsarchiv steht jedermann zur Verfügung.
Zum Bestand des Museums gehören ferner das restaurierte Walfangschiff Southern Actor (Baujahr 1950), das als Museumsschiff im Hafen liegt, und die Gaia, eine hochseetüchtige Kopie des Gokstad-Schiffes.
Das Museum fungiert auch als Gastgeber von internationalen Konferenzen zu Walfang und Walen.